# Megarhogas mindanaensis
Megarhogas mindanaensis är en stekelart som beskrevs av Baker 1917. Megarhogas mindanaensis ingår i släktet Megarhogas och familjen bracksteklar. Inga underarter finns listade i Catalogue of Life.